# Draft 2025 de la NFL
2024 2026
La draft NFL 2025 est la 90e draft de la National Football League, permettant aux franchises de football américain de sélectionner des joueurs universitaires éligibles pour jouer professionnels. L'événement a lieu du 24 au 26 avril 2025, à Green Bay dans l'État du Wisconsin.

## Draft
La draft se compose de 7 tours ayant, généralement, chacun 32 choix. L'ordre de sélection est décidé par le classement général des équipes durant la saison précédente, donc l'équipe ayant eu le moins de victoires va sélectionner en premier et ainsi de suite jusqu'au gagnant du Super Bowl. Les équipes peuvent échanger leurs choix de draft, ce qui fait en sorte que l'ordre peut changer.
Les équipes peuvent enfin recevoir des choix compensatoires. Ces choix sont à la fin des tours et il n'est pas possible pour les équipes de les échanger. Les choix compensatoires sont remis aux équipes ayant perdu plus de joueurs (et de meilleur qualité) qu'ils en ont signés durant la free agency.
| Abréviation des positions en football américain | Abréviation des positions en football américain | Abréviation des positions en football américain | Abréviation des positions en football américain | Abréviation des positions en football américain    | Abréviation des positions en football américain    | Abréviation des positions en football américain    | Abréviation des positions en football américain    | Abréviation des positions en football américain    | Abréviation des positions en football américain | Abréviation des positions en football américain |                                     |
| ----------------------------------------------- | ----------------------------------------------- | ----------------------------------------------- | ----------------------------------------------- | -------------------------------------------------- | -------------------------------------------------- | -------------------------------------------------- | -------------------------------------------------- | -------------------------------------------------- | ----------------------------------------------- | ----------------------------------------------- | ----------------------------------- |
| C                                               | Center                                          |                                                 | CB                                              | Cornerback                                         |                                                    | DB                                                 | Defensive back                                     |                                                    | DE                                              | Defensive end                                   |                                     |
| DL                                              | Defensive lineman                               | DT                                              | Defensive tackle                                | FB                                                 | Fullback                                           | FS                                                 | Free safety                                        |                                                    |                                                 |                                                 |                                     |
| G                                               | Guard                                           | HB                                              | Halfback                                        | K                                                  | Kicker                                             | KR                                                 | Kick returner                                      |                                                    |                                                 |                                                 |                                     |
| LB                                              | Linebacker                                      | LS                                              | Long snapper                                    | OT                                                 | Offensive tackle                                   | OL                                                 | Offensive lineman                                  |                                                    |                                                 |                                                 |                                     |
| NT                                              | Nose tackle                                     | P                                               | Punter                                          | PR                                                 | Punt returner                                      | QB                                                 | Quarterback                                        |                                                    |                                                 |                                                 |                                     |
| RB                                              | Running back                                    | S                                               | Safety                                          | SS                                                 | Strong safety                                      | TB                                                 | Tailback                                           |                                                    |                                                 |                                                 |                                     |
| TE                                              | Tight end                                       | WR                                              | Wide receiver                                   | Article détaillé : Position (football américain) . | Article détaillé : Position (football américain) . | Article détaillé : Position (football américain) . | Article détaillé : Position (football américain) . | Article détaillé : Position (football américain) . |                                                 |                                                 |                                     |
| Légende                                         |                                                 |                                                 |                                                 |                                                    |                                                    |                                                    |                                                    |                                                    |                                                 |                                                 |                                     |
| °                                               | Intronisé au Pro Football Hall of fame          | Intronisé au Pro Football Hall of fame          | Intronisé au Pro Football Hall of fame          | Intronisé au Pro Football Hall of fame             |                                                    | ɫ                                                  | Joueur sélectionné pour le Pro Bowl                | Joueur sélectionné pour le Pro Bowl                | Joueur sélectionné pour le Pro Bowl             | Joueur sélectionné pour le Pro Bowl             | Joueur sélectionné pour le Pro Bowl |

## 1ertour
| Choix | Équipe                             | Joueur                 | Poste | Université         | Note              |
| ----- | ---------------------------------- | ---------------------- | ----- | ------------------ | ----------------- |
| 1     | Titans du Tennessee                | Cam Ward               | QB    | Miami              |                   |
| 2     | Jaguars de Jacksonville            | Travis Hunter          | WR/CB | Colorado           | Browns → Jaguars  |
| 3     | Giants de New York                 | Abdul Carter           | DE    | Penn State         |                   |
| 4     | Patriots de la Nouvelle-Angleterre | Will Campbell          | OT    | LSU                |                   |
| 5     | Browns de Cleveland                | Mason Graham           | DT    | Michigan           | Jaguars → Browns  |
| 6     | Raiders de Las Vegas               | Ashton Jeanty          | RB    | Boise State        |                   |
| 7     | Jets de New York                   | Armand Membou          | OT    | Missouri           |                   |
| 8     | Panthers de la Caroline            | Tetairoa McMillan (en) | WR    | Arizona            |                   |
| 9     | Saints de La Nouvelle-Orléans      | Kelvin Banks Jr. (en)  | OT    | Texas              |                   |
| 10    | Bears de Chicago                   | Colston Loveland (en)  | TE    | Michigan           |                   |
| 11    | 49ers de San Francisco             | Mykel Williams         | DE    | Georgia            |                   |
| 12    | Cowboys de Dallas                  | Tyler Booker (en)      | OG    | Alabama            |                   |
| 13    | Dolphins de Miami                  | Kenneth Grant (en)     | DT    | Michigan           |                   |
| 14    | Colts d'Indianapolis               | Tyler Warren (en)      | TE    | Penn State         |                   |
| 15    | Falcons d'Atlanta                  | Jalon Walker (en)      | LB    | Georgia            |                   |
| 16    | Cardinals de l'Arizona             | Walter Nolen (en)      | DT    | Ole Miss           |                   |
| 17    | Bengals de Cincinnati              | Shemar Stewart (en)    | DE    | Texas A&M          |                   |
| 18    | Seahawks de Seattle                | Grey Zabel (en)        | OG    | North Dakota State |                   |
| 19    | Buccaneers de Tampa Bay            | Emeka Egbuka (en)      | WR    | Ohio State         |                   |
| 20    | Broncos de Denver                  | Jahdae Barron (en)     | CB    | Texas              |                   |
| 21    | Steelers de Pittsburgh             | Derrick Harmon (en)    | DT    | Oregon             |                   |
| 22    | Chargers de Los Angeles            | Omarion Hampton        | RB    | North Carolina     |                   |
| 23    | Packers de Green Bay               | Matthew Golden (en)    | WR    | Texas              |                   |
| 24    | Vikings du Minnesota               | Donovan Jackson (en)   | OG    | Ohio State         |                   |
| 25    | Giants de New York                 | Jaxson Dart (en)       | QB    | Ole Miss           | Texans → Giants   |
| 26    | Falcons d'Atlanta                  | James Pearce Jr. (en)  | DE    | Tennessee          | LA Rams → Falcons |
| 27    | Ravens de Baltimore                | Malaki Starks (en)     | S     | Georgia            |                   |
| 28    | Lions de Détroit                   | Tyleik Williams (en)   | DT    | Ohio State         |                   |
| 29    | Commanders de Washington           | Josh Conerly Jr. (en)  | OT    | Oregon             |                   |
| 30    | Bills de Buffalo                   | Maxwell Hairston (en)  | CB    | Kentucky           |                   |
| 31    | Eagles de Philadelphie             | Jihaad Campbell (en)   | LB    | Alabama            | Chiefs → Eagles   |
| 32    | Chiefs de Kansas City              | Josh Simmons (en)      | OT    | Ohio State         | Eagles → Chiefs   |

## 2etour
| Choix | Équipe                             | Joueur                  | Poste | Université               | Notes                             |
| ----- | ---------------------------------- | ----------------------- | ----- | ------------------------ | --------------------------------- |
| 33    | Browns de Cleveland                | Carson Schwesinger (en) | LB    | UCLA                     |                                   |
| 34    | Texans de Houston                  | Jayden Higgins (en)     | WR    | Iowa State               | Giants → Texans                   |
| 35    | Seahawks de Seattle                | Nick Emmanwori (en)     | S     | South Carolina           | Titans → Seahawks                 |
| 36    | Browns de Cleveland                | Quinshon Judkins (en)   | RB    | Ohio State               | Jaguars → Browns                  |
| 37    | Dolphins de Miami                  | Jonah Savaiinaea (en)   | OG    | Arizona                  | Raiders → Dolphins                |
| 38    | Patriots de la Nouvelle-Angleterre | TreVeyon Henderson (en) | RB    | Ohio State               |                                   |
| 39    | Bears de Chicago                   | Luther Burden III (en)  | WR    | Missouri                 | Panthers → Bears                  |
| 40    | Saints de La Nouvelle-Orléans      | Tyler Shough (en)       | QB    | Louisville               |                                   |
| 41    | Bills de Buffalo                   | T. J. Sanders (en)      | DT    | South Carolina           | Bears → Bills                     |
| 42    | Jets de New York                   | Mason Taylor (en)       | TE    | LSU                      |                                   |
| 43    | 49ers de San Francisco             | Alfred Collins (en)     | DT    | Texas                    |                                   |
| 44    | Cowboys de Dallas                  | Donovan Ezeiruaku (en)  | DE    | Eagles de Boston College |                                   |
| 45    | Colts d'Indianapolis               | JT Tuimoloau (en)       | DE    | Ohio State               |                                   |
| 46    | Rams de Los Angeles                | Terrance Ferguson (en)  | TE    | Oregon                   | Falcons → Rams                    |
| 47    | Cardinals de l'Arizona             | Will Johnson (en)       | CB    | Michigan                 |                                   |
| 48    | Texans de Houston                  | Aireontae Ersery (en)   | OT    | Minnesota                | Dolphins → Texans                 |
| 49    | Bengals de Cincinnati              | Demetrius Knight (en)   | LB    | South Carolina           |                                   |
| 50    | Seahawks de Seattle                | Elijah Arroyo (en)      | TE    | Miami (FL)               |                                   |
| 51    | Panthers de la Caroline            | Nic Scourton (en)       | DE    | Texas A&M                | Broncos → Panthers                |
| 52    | Titans du Tennessee                | Oluwafemi Oladejo (en)  | DE    | UCLA                     | Steelers → Seahawks → Titans      |
| 53    | Buccaneers de Tampa Bay            | Benjamin Morrison (en)  | CB    | Notre Dame               |                                   |
| 54    | Packers de Green Bay               | Anthony Belton (en)     | OT    | North Carolina State     |                                   |
| 55    | Chargers de Los Angeles            | Tre Harris (en)         | WR    | Ole Miss                 |                                   |
| 56    | Bears de Buffalo                   | Ozzy Trapilo (en)       | OT    | Boston College           | Texans → Vikings → Bills → Bears  |
| 57    | Lions de Détroit                   | Tate Ratledge (en)      | OG    | Georgia                  | Rams → Panthers → Broncos → Lions |
| 58    | Raiders de Las Vegas               | Jack Bech (en)          | WR    | TCU                      | Texans → Raiders                  |
| 59    | Ravens de Baltimore                | Mike Green (en)         | LB    | Marshall                 |                                   |
| 60    | Broncos de Denver                  | RJ Harvey (en)          | RB    | UCF                      | Lions → Broncos                   |
| 61    | Commanders de Washington           | Trey Amos (en)          | CB    | Ole Miss                 |                                   |
| 62    | Bears de Chicago                   | Shemar Turner (en)      | DT    | Texas A&M                | Bills → Bears                     |
| 63    | Chiefs de Kansas City              | Omarr Norman-Lott (en)  | DT    | Tennessee                |                                   |
| 64    | Eagles de Philadelphie             | Andrew Mukuba (en)      | S     | Texas                    |                                   |

1. 1 2 3  Cleveland a échangé ses choix de 1er, 4e et 6e tour (2e, 104e et 200e choix globaux)à Jacksonville en échange de leurs choix de 1er, 2e et 5e tour de la draft 2025 (soit les 5e, 36e et 126e choix globaux) ainsi que de leur choix de 1er tour de la draft 2026[1].
2. 1 2  Houston a échangé son 25e choix global 2025 aux Giants contre leur choix de 2e et de 3e tour 2025 (les 34e et 99e au total) et un choix de 2e tour 2026[2].
3. 1 2  LA Rams a échangé ses choix de 1er et 3e tour 2025 (les 26e et 101e choix au total) à Atlanta contre leurs choix de 2e et 7e tour 2025 (les 46e et 242e choix au total) et leur futur choix de 1er tour 2026[3].
4. 1 2  Les Chiefs ont échangé aux Eagles leur 32e choix de draft contre les 31e et 164e choix.
5. ↑  Carolina avait échangé son 39e choix de 2025, ses choix de 1er et de 2e tour 2023 (9e et 61e choix globaux), son 1er choix de la draft 2024 et le WR D. J. Moore à Chicago en échange du 1er choix de la draft 2023[4].
6. ↑  Pittsburgh a échangé ses choix de 2e et de 7e tour 2025 (52e et 223e choix au total) à Seattle contre leur choix de 5e tour 2025 (185e choix global) et le WR DK Metcalf[5].
7. ↑  Résultat de deux trades : Minnesota → Houston (Minnesota a échangé son choix de 2e tour 2025 (56e choix global) et leurs choix de 2e et de 6e tour 2024 à Houston en échange de leurs choix de 1er et 7e tour 2024)[6] - Houston → Buffalo (Houston avait échangé leur choix de 2e tour 2025 (le 56e choix global) à Buffalo en échange d'un chois de 5e tour 2025 (le 166e choix global), un choix de 6e tour 2024 et le WR Stefon Diggs[7].
8. ↑  LA Rams avaient échangé le choix de 2e tour 2025 (le 57e choix global) et des choix de 2e et 5e tour 2024 (les 52e et 155e choix au total) à Carolina en déchange du 39e choix global du 2e tour 2024[8].